# Anders Fridén
Pär Anders Fridén (25 de marzo de 1973) es el vocalista líder de las bandas suecas In Flames y Passenger.

## Carrera musical

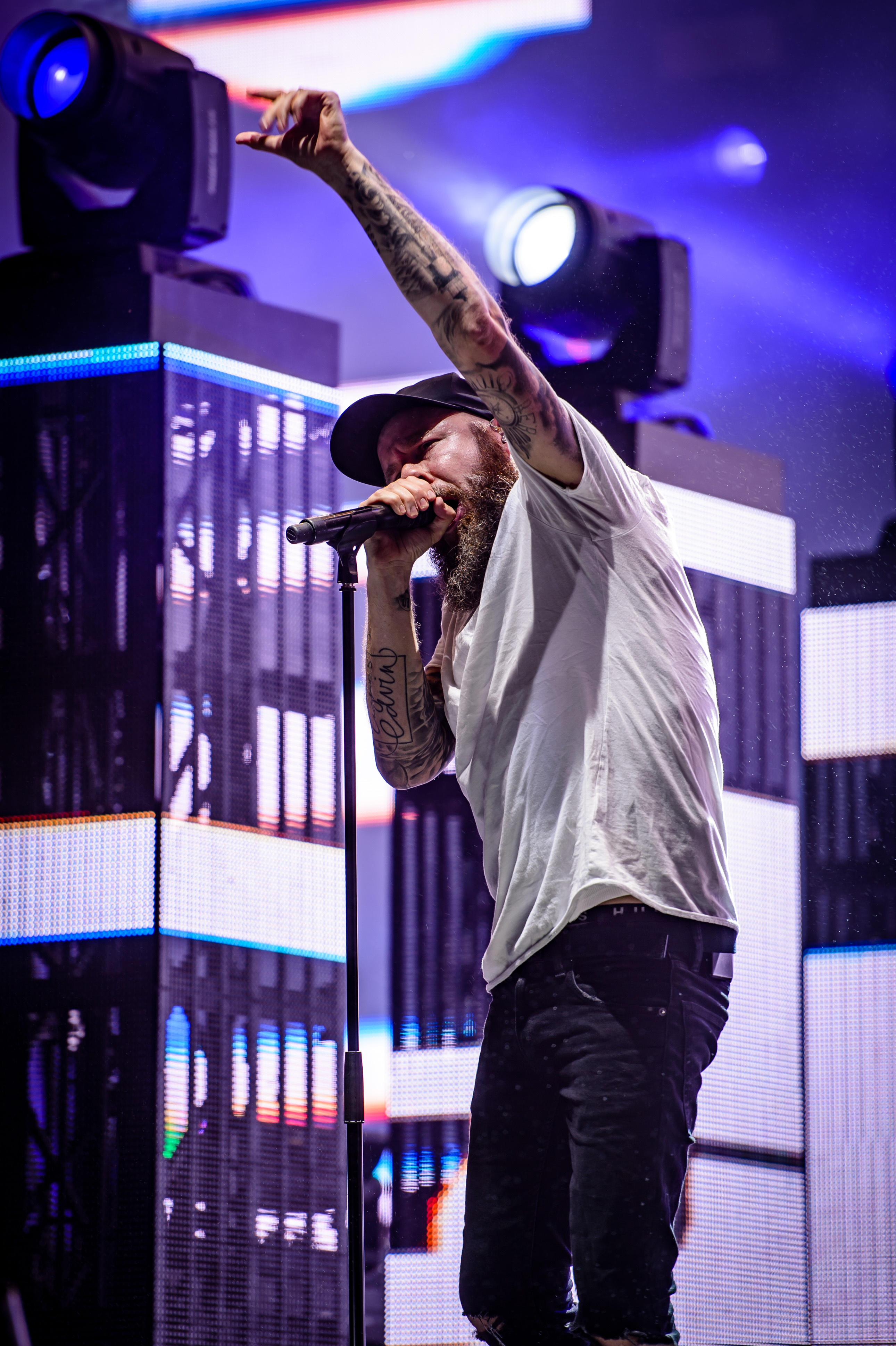
Ander Fridén en mitad de un concierto.

### Principios
Fridén fue origalmente el vocalista líder de Dark Tranquillity, pero deja la banda en 1993 para unirse a In Flames. Casualmente Mikael Stanne dejó In Flames y cambió de guitarra rítmica a vocalista líder en Dark Tranquillity, y ambos cambiaron lugares. Anders fue también el vocalista líder de la banda Ceremonial Oath con el futuro compañero de In Flames Jesper Strömblad.

### 1995-presente: In Flames
Fridén empezó con In Flames en el álbum de 1996 The Jester Race. En Whoracle, Niklas Sundin (de Dark Tranquillity) escribió las letras de canciones siguiendo las sinopsis original de Fridén. En el álbum de 1999 Colony, Fridén compuso las letras, sin embargo Sundin lo ayudó con la traducción de sus letras del sueco al inglés. Sus letras hablan de temas abstractos como la astrología y la fantasía, y a temas más personales como la depresión y problemas personales.
Es también el vocalista de la banda Passenger como proyecto aparte, pero ha dejado en claro que en este momento posee poco tiempo y por lo tanto el proyecto esta en espera.
Fridén también estuvo como vocalista invitado en el álbum The Phantom Novels, de la banda Noruega de Black metal Grievance. Es vocalista líder en los temas Atrocity Upon Deceptions, A Devil's Rhyme y  The Mask of Sin. Además este álbum fue grabado al mismo tiempo que el álbum de In Flames en el 2002 "Reroute to Remain", Anders prefiere su antigua y agresiva voz gutural más que la voz gutural de tono alto que usa últimamente.
En 2007, Fridén apareció como vocalista invitado en la canción bonus japonesa "See the Falling Sky" del álbum "The Awakening" de la banda Caliban. Y también agregando su voz al tema "Dysfunctional Hours" el álbum compilado del 20.º aniversario de Nuclear Blast Allstars, Nuclear Blast All-Stars: Out Of The Dark.
Su look cambió radicalmente luego del lanzamiento de Reroute to Remain en el 2002. Su anterior look afeitado fue remplazado por una barba, y se hizo dreadlocks(rastas). Con el lanzamiento del último álbum de In Flames en 2011, Sounds of a Playground Fading, ha cambiado de nuevo su look, manteniendo la barba y quitándose las rastas para dejar su pelo corto. Su estilo vocal también ha cambiado, especialmente en los últimos 4 álbumes. Su tono bajo y fuerte voz gutural ha evolucionado en un grito de tono alto, que es ahora suplementado por voces limpias y coros.
Además de vocalista, Anders Fridén es también productor. Sus últimas producciones fueron los álbumes: This is Hell de la banda de Melodic Death Metal sueca Dimension Zero en 2004, The Undying Darkness de la banda Caliban en 2006 y Absolute Design de la banda Engel en 2009.

## Vida personal

### Familia
Tiene una hija llamada Agnes y un hijo llamado Edwin con Helena Lindsjö, su esposa. Su hermano menor, Magnus, estuvo con él en las sesiones de grabación de "The Quiet Place".

## Discografía

### ConIn Flames
- The Jester Race: 1996 (Wrong Again Records)
- Black-Ash Inheritance EP: 1997 (Nuclear Blast)
- Whoracle: 1997 (Nuclear Blast)
- Colony: 1999 (Nuclear Blast)
- Clayman: 2000 (Nuclear Blast)
- The Tokio Showdown (Álbum En Vivo): 2001 (Nuclear Blast)
- Reroute to Remain: 2002 (Nuclear Blast)
- Trigger EP: 2003 (Nuclear Blast)
- Soundtrack To Your Escape: 2004 (Nuclear Blast)
- Come Clarity: 2006 (Nuclear Blast)
- The Mirror's Truth EP: 2008 (Nuclear Blast)
- A Sense of Purpose: 2008 (Nuclear Blast/Koch Records)
- Sounds of a Playground Fading: 2011 (Century Media)
- Siren Charms: 2014 (Epic Records)
- Battles: 2016
- I, the Mask: 2019
- Foregone: 2023

### ConPassenger
- Passenger: 2003 (Century Media)

### ConCeremonial Oath
- Carpet: 1995 (Black Sun Records)

### ConDark Tranquillity
- A Moonclad Reflection EP: 1992 (Slaughter / Exhumed Records)
- Trail of life decayed EP: 1992 (Guttural Records)
- Skydancer: 1993 (Spinefarm Records)

### Como invitado
- In Flames - Subterranean - voz en la canción "Murders in the Rue Morgue" (cover de Iron Maiden)
- Misanthrope: Visionnaire segunda voz en "Hands of the puppeteers"
- Grievance: The Phantom Novels  voz en las canciones "Atrocity Upon Deceptions", "A Devil's Rhyme" y "The Mask of Sin", junto a Jesper Strömblad.
- Cemetary 1213: The Beast Divine voz en "AntiChrist 3000"
- Caliban: The Awekening en la canción "I See The Falling Sky".
- Nuclear Blast All Stars: Out Of The Dark en la canción "Dysfunctional Hours"
- Pendulum: Immersion: voz en la canción "Self vs Self" junto con sus compañeros de In Flames, Peter Iwers y Björn Gelotte.
- Within Temptation: Resist - voz en la canción "Raise Your Banner"
- Vola (banda): Friend of a Phantom (álbum de Vola) - voz en la canción "Cannibal"

### Como productor e ingeniero
- Visionnaire  de Misanthrope (1997)
- Haddock de Haddock: grabación (1998)
- My Arms, Your Hearse de Opeth: coproductor (1999)
- The Nude Ballet de Withering Surface: masterización (1999)
- Haven de Dark Tranquillity: ingeniero (2000)
- As Blood Rains from the Sky... We Walk the Path of Endless Fire de Fleshcrawl (2000)
- Not Dead Yet de Raise Hell: coproductor (2000)
- I Die, You Soar de Madrigal: productor, grabación (2001)
- Silent Night Fever de Dimension Zero (2002)
- Synthetic Generation de Deathstars: ingeniero, grabación
- Penetrations from the Lost World EP (relanzamiento) de Dimensión Zero  (2003)
- Prey on Life de Burst: productor adicional (2003)
- This Is Hell de Dimension Zero (2003)
- The Opposite from Within de Caliban (2004)
- The Undying Darkness de Caliban (2006)
- The Awekening de Caliban (2007)
- Subversive Blueprint de The Destiny Program: (2007)
- Absolute Design de Engel (2007)